# 夏延韋爾斯
夏延韋爾斯（英語：Cheyenne Wells）是一個位於美國科羅拉多州夏延縣的城市。根據2010年美國人口普查，該地共人口846人，而該地的面積約為2.77平方千米。同時該地也是夏延縣的縣治。

## 地理
夏延韋爾斯的座標為38°49′09″N 102°21′07″W / 38.81917°N 102.35194°W，而該地的平均海拔高度為1308米（即4291英尺）。